# Hans-Jürgen Heinrichs
Hans-Jürgen Heinrichs (* 26. September 1945 in Wetzlar) ist ein deutscher Ethnologe und Schriftsteller.

## Leben
Heinrichs wurde 1945 nach der Flucht der Mutter aus Danzig geboren und wuchs an verschiedenen Orten in Hessen und Rheinland-Pfalz auf.
Er studierte von 1969 an Germanistik, Theaterwissenschaft und Philosophie, später auch Ethnologie, Psychologie und Linguistik, in Köln und Rom. In Rom lebte er im engen Kreis von Schriftstellern, Musikern und Regisseuren (z. B. Ingeborg Bachmann, Giorgio Manganelli, Luca Lombardi, Jean-Marie Straub und Danielle Huillet) und spielte in Franco Brocanis Film Nekropolis (mit Viva, Pierre Clémenti u. a.) mit.
Seit 1973 unternahm er Reisen in Europa und im Nahen Osten, später folgten größere Forschungsreisen nach Afrika, auf die Osterinsel und in den Pazifik. Parallel dazu betrieb Heinrichs ausgedehnte ethnologische Studien und Forschungen. Von 1973 an veröffentlichte er erste Prosaarbeiten und literaturtheoretische Essays in den damals bedeutenden Literaturzeitschriften Manuskripte und Akzente. 1973 erschien auch sein erstes Buch Spielraum Literatur. Literaturtheorie zwischen Kunst und Wissenschaft, das als der noch tastende Versuch, einen Dialog zwischen experimentellen Formen der Literatur und den Wissenschaften in Gang zu setzen, gilt. Heinrichs hatte kurz zuvor als Gastherausgeber der Zeitschrift Sprache im technischen Zeitalter in zwei Heften einen solchen Dialog mit Philosophen, Literaturtheoretikern und Schriftstellern initiiert. Am 14. Juli 1977 wurde er an der Universität Bremen im Fachbereich Sozialpsychologie mit einer Arbeit zum Thema Ansätze zu einer Neubegründung der Wissenschaften vom Menschen in Ethnologie und Psychoanalyse mit summa cum laude promoviert.
1980 gründete Heinrichs den Qumran Verlag für Ethnologie und Kunst in Frankfurt am Main/Paris und leitete ihn bis 1984, später auch als Edition Qumran im Campus Verlag. Der Verlag wurde innerhalb kurzer Zeit zu einem geistigen Zentrum neuer Bewegungen (Ethnopoesie, Ethnopsychoanalyse, Strukturalismus, selbstreflexive Psychoanalyse u. a.) und prägte eine neue Buch-Ästhetik. Zu den wichtigsten, teilweise neu entdeckten Autoren zählten Johann Jakob Bachofen, Michel Leiris, Victor Segalen, Leonora Carrington, Michel Butor, Hubert Fichte, Gisela von Wysocki, Jacques Prévert, Max Raphael und Fritz Morgenthaler.
Heinrichs verfasste von Beginn der 1970er Jahre an Beiträge für literarische, kulturkritische und psychoanalytische Zeitschriften, für den Rundfunk und große Tageszeitungen in Deutschland, der Schweiz und Österreich (FAZ, FR, Die Zeit, NZZ, Basler Zeitung, Die Weltwoche, Tagesspiegel u. a.). Heute lebt Heinrichs als freier Schriftsteller und wissenschaftlicher Publizist in Berlin.
Als sein Hauptwerk gilt der 1996 bei Rowohlt erschienene Band Erzählte Welt.
2001 wurde ihm der Preis für Dialogisches Denken für seine zahlreichen Gesprächsbände (unter anderem mit Peter Sloterdijk) und seine Biographien und Werkausgaben verliehen.
Peter Sloterdijk zeigte sich von Heinrichs’ Buch über ihn – Peter Sloterdijk. Die Kunst des Philosophierens (2011) – enttäuscht; in Zeilen und Tage (2012) konstatiert Sloterdijk, dass Heinrichs von den „roten Fäden meiner Arbeiten […] kaum etwas wahrnimmt und nie die richtigen Oberbegriffe bildet.“

## Werke

### Veröffentlichungen als Autor (Auswahl)
- Lesarten der Wirklichkeit in Geschichte Kunst und Wissenschaft. Reinbek, ISBN 3-498-02932-0.
- Spielraum Literatur. Literaturtheorie zwischen Kunst und Wissenschaft. edition text und kritik, München 1973, ISBN 3-415-00319-1.
- Annäherung an Afrika. Qumran, Frankfurt a. M. 1980.
- Ein Leben als Künstler und Ethnologe. Über Michel Leiris (Portrait 4). Qumran, Frankfurt am Main 1981, ISBN 3-88655-153-9.

- Neuausgabe, S. Fischer, Frankfurt am Main 1992, ISBN 3-596-10112-3.

- Sprachkörper. Zu Claude Lévi-Strauss und Jacques Lacan. Qumran, Frankfurt am Main 1983, ISBN 3-88655-169-5.
- Die katastrophale Moderne. Qumran, Frankfurt am Main 1984.

- Erweiterte Taschenbuchausgabe, S. Fischer, Frankfurt am Main 1987, ISBN 3-596-23870-6.

- Fenster zur Welt. Positionen der Moderne, Athenäum, Frankfurt am Main 1989, ISBN 3-610-08602-5.
- Der Reisende und sein Schatten, Städte und Landschaften. Frankfurter Verlagsanstalt, Frankfurt am Main 1990, ISBN 3-627-10095-6.
- "Die Djemma el Fna geht durch mich hindurch". Oder wie sich Poesie, Ethnologie und Politik durchdringen. Hubert Fichte und sein Werk. Pendragon, Bielefeld 1991, ISBN 3-923306-52-0.
- "Sprich deine eigene Sprache, Afrika!" Von der Négritude zur afrikanischen Literatur der Gegenwart. Reimer, Berlin 1992, ISBN 3-496-00426-6.
- Inmitten der Fremde. Rowohlt, Reinbek 1992, ISBN 3-499-13219-2.
- Die geheimen Wunder des Reisens. Droschl, Graz 1993, ISBN 3-85420-332-2.
- "Bewege dich, so wirst du schön". Tanz, Musik, Meditation und Wirklichkeit. Europäische Verlagsanstalt, Hamburg 1993, ISBN 3-434-50020-0.
- Himmel und Hölle oder Vom Stillstand des Herzens. Roman, Kellner, Hamburg 1993, ISBN 3-927623-33-4.
- Grenzgänger der Moderne. Essays, Europäische Verlagsanstalt, Hamburg 1994, ISBN 3-434-46225-2.
- Wilde Künstler. Primitivismus, art brut und die Trugbilder der Identität. Europäische Verlagsanstalt, Hamburg 1995, ISBN 3-434-46226-0.
- Erzählte Welt. Lesarten der Wirklichkeit in Geschichte, Kunst und Wissenschaft. Rowohlt, Reinbek 1996, ISBN 3498029320.
- Das Feuerland-Projekt. Über das Reisen. Europäische Verlagsanstalt, Hamburg 1997, ISBN 3-434-50404-4.
- Die fremde Welt, das bin ich. Leo Frobenius: Ethnologe, Forschungsreisender, Abenteurer. Peter Hammer, Wuppertal 1998, ISBN 3-87294-798-2.
- Der Wunsch nach einer souveränen Existenz. Georges Bataille: Philosoph. Dichter. Kunsttheoretiker. Anthropologe. Droschl, Graz 1999, ISBN 3-85420-510-4.
- Der Mensch hat eine Zukunft. Spielräume für Wissen und Bewußtsein im neuen Zeitalter. Diederichs, München 1999, ISBN 3-424-01507-5.
- mit Peter Sloterdijk: Die Sonne und der Tod. Dialogische Untersuchungen. Suhrkamp, Frankfurt am Main 2001, ISBN 3-518-41225-6.
- Die gekränkte Supermacht. Amerika auf der Couch. Artemis und Winkler, Düsseldorf 2003, ISBN 3-538-07167-5.
- Fritz Morgenthaler. Psychosozial Verlag, Gießen 2005, ISBN 3-89806-429-8.
- Expeditionen ins innere Ausland. Freud. Morgenthaler. Lévi-Strauss. Kerényi. Das Unbewußte im modernen Denken. Psychosozial Verlag, Gießen 2005, ISBN 3-89806-435-2.
- Schreiben ist das bessere Leben. Gespräche mit Schriftstellern. Antje Kunstmann, München 2006, ISBN 3-88897-438-0.
- Peter Sloterdijk. Die Kunst des Philosophierens. Carl Hanser, München 2011, ISBN 978-3-446-23017-0.
- Georges-Arthur Goldschmidt (im Dialog mi H.-J. Heinrichs): Schwarzfahrer des Lebens. S. Fischer, Frankfurt am Main 2013.
- Fremdheit. Geschichten und Geschichte der großen Aufgabe unserer Gegenwart. Antje Kunstmann, München 2019, ISBN 978-3-95614-290-1.

### Als Herausgeber
- J. J. Bachofen: Das Mutterrecht. Kommentierte Neuedition. Suhrkamp, Frankfurt am Main 1975, ISBN 3-518-07735-X.
- Materialien zu Bachofens ‘Das Mutterrecht’. Suhrkamp, Frankfurt am Main 1975.

- Erweiterte Neuausgabe, Campus, Frankfurt am Main 1987, ISBN 3-88655-230-6.

- Michel Leiris: Ethnologischen Schriften in 4 Bänden.  Aus d. Franz. von Rolf Wintermeyer. Syndikat, Frankfurt am Main.

1. Die eigene und die fremde Kultur. 1977, ISBN 3-810-80028-7.
2. Das Auge des Ethnographen. 1978, ISBN 3-810-80078-3.
3. Phantom Afrika. Tagebuch einer Expedition von Dakar nach Djibouti 1931–1933. Bd. 1. 1980, ISBN 3-810-80158-5.
4. Phantom Afrika. Tagebuch einer Expedition von Dakar nach Djibouti 1931–1933. Bd. 2. 1980, ISBN 3-810-80184-4.

- Erweiterte Taschenbuchausgabe, Suhrkamp, Frankfurt am Main 1985, ISBN 3-518-28177-1.

- Sprichwörter der Tuareg. Qumran, Frankfurt am Main, 1980, ISBN 3-88655-019-2.
- Harold Lincke: Instinktverlust und Symbolbildung. Severin und Siedler, Berlin 1981, ISBN 3-88680-004-0.
- Herausgabe der essayistischen und literarischen Schriften von Michel Leiris, Qumran, Frankfurt am Main 1981ff.
  - Die Lust am Zusehen : Texte über Künstler des 20. Jahrhunderts. Aus d. Franz. von Rolf Wintermeyer (Portrait 3). 1981, ISBN 3-88655-152-0.
  - Bacon, Picasso, Masson. Aus d. Franz. von Heribert Becker (Portrait 8). 1982, ISBN 3-88655-164-4.
  - Grosse Schneeflucht. Aus d. Franz. von Dietrich Leube.1982, ISBN 3-88655-167-9.
  - Das Band am Hals der Olympia. Aus d. Franz. von Rolf Wintermeyer. 1983, ISBN 3-88655-182-2.
  - Wörter ohne Gedächtnis. Prosa, Glossar, Poesie. Aus dem Französischen von Simon Werle. 1984, ISBN 3-88655-190-3.

- Erweiterte Taschenbuchausgaben, Frankfurt am Main 1988ff.

- Victor Segalen: Schriften in 5 Bänden. Qumran, Frankfurt am Main 1982ff., ISBN 3-88655-200-4.

- Erweiterte Taschenbuchausgabe: S. Fischer, Frankfurt am Main 1989ff.

- Max Raphael, Kunsttheoretische Schriften. 4 Bde., hrsg. von Klaus Binder, Qumran, Frankfurt am Main 1982ff., ISBN 3-88655-199-7.
- Leonard Woolf, Das Dorf im Dschungel. Qumran, Frankfurt am Main 1982.

- Taschenbuchausgabe, S. Fischer, Frankfurt am Main 1985, ISBN 3-596-25849-9.

- Das Fremde verstehen. Gespräche über Alltag, Normalität und Anormalität. Qumran, Frankfurt am Main 1982, ISBN 3-88655-174-1.

- Erweiterte Taschenbuchausgabe: Frankfurt am Main 1985.
- Neuausgabe, Psychosozial Verlag, Gießen 1997, ISBN 3-930096-86-2.

- Abschiedsbriefe an Deutschland. Qumran, Frankfurt am Main 1984, ISBN 3-88655-201-2.
- Der Körper und seine Sprachen. Qumran, Frankfurt am Main 1984, ISBN 3-88655-202-0.

- Taschenbuchausgabe: Athenäum, Frankfurt am Main 1989, ISBN 3-610-04736-4.

- Fritz Morgenthaler: Homosexualität, Heterosexualität, Perversion. Qumran, Frankfurt am Main 1984.

- Erweiterte Taschenbuchausgabe: S. Fischer, Frankfurt am Main 1987, ISBN 3-596-42285-X.

- Fritz Morgenthaler, Der Traum. Fragmente zur Theorie und Technik der Traumdeutung. Campus, Frankfurt am Main 1986.

- Erweiterte Taschenbuchausgabe: Campus, Frankfurt am Main 1990, ISBN 3-593-34291-X.
- Neuausgabe: Psychosozial Verlag, Gießen 2004, ISBN 3-89806-360-7.

- Afrika. Literatur, Kultur, Politik, Alltag. Qumran, Frankfurt am Main 1986, ISBN 3-88655-212-8.
- Alfred Métraux: Die Osterinsel. Campus, Frankfurt am Main 1988, ISBN 3-88655-231-4.
- Max Raphael: Werkausgabe. Taschenbuchausgabe in 11 Bänden, Suhrkamp, Frankfurt am Main 1989, ISBN 3-518-09831-4.
- "Wir lassen uns die Welt nicht zerbrechen." Max Raphaels Werk in der Diskussion. Suhrkamp, Frankfurt am Main 1989, ISBN 978-3-518-28394-3.
- Der Körper und seine Sprachen. Athenäum, Frankfurt am Main 1989, ISBN 3-610-04736-4.
- François Sagnes: Die Osterinsel. Schirmer, München 1990, ISBN 3-88814-369-1.
- Michel Leiris: Leidenschaften. Prosa, Gedichte, Skizzen und Essays. S. Fischer, Frankfurt am Main 1992, ISBN 3-596-10560-9.
- Tchicaya U Tam’si: Werke in 3 Bänden. Rimbaud, Aachen

1. Böses Blut / Le mauvais sang. 1993, ISBN 3-89086-914-9.
2. Buschfeuer / Falsches Herz. 1996, ISBN 3-89086-862-2.
3. Arc Musical / Musikbogen. 1999, ISBN 3-89086-802-9.

- Die Geschichte ist nicht zuende! Gespräche über die Zukunft des Menschen und Europas. Passagen, Wien 1999, ISBN 3-85165-387-4.